# 靈活玩
是博彩的其中一種投注方式，英文為Flexi Betting，在香港「靈活玩」，由香港賽馬會於2008-09年馬季開始舉辦。基本上「靈活玩」不是一種新彩池，投注者只需自訂一個投注總額，電腦系統便會按照顧客的投注指示，自動計算投注組合數目，以及將投注總額平均分配於每個投注組合上。如獲中彩，彩金將按每注投注金額的比例計算。 

## 適用彩池
「靈活玩」適用於特別彩池（包括二重彩、單T、孖T、三T、三重彩、三寶、四連環、四重彩及六環彩），以及所有過關及過關投注彩池（包括獨贏、位置、連贏、位置Q及單T過關）。

## 「靈活玩」推出
最初實施時，在投注各彩池時，只要投注總額超過$100，每注最低投注額低至$5, 三T及六環彩每注更可低至$2。而投注總額超過$300，每注最低投注額劃一低至$2。

2012-13年馬季開始，「靈活玩」的每票/每注最低投注金額進一步調低，讓顧客能更靈活地運用投注本金。如每票/每注的投注總額達$100或以上，二重彩、三重彩、四連環、單T、孖T、三寶，以及過關/混合過關注項的每注金額可低至$1；三T及六環彩的每注金額則維持$2。
因應馬會復辦四重彩，由2014年1月19日開始，四重彩每票/每注的投注總額達$24或以上，每注金額可低至$1。
|                                                   | 每票/每注的投注總額達100元或以上 | 每票/每注的投注總額達$24或以上 |
| ------------------------------------------------- | -------------------------------- | ------------------------------ |
| 特別彩池 - 二重彩、三重彩、單T、四連環、孖T、三寶 | 每注最低$1                       | 不適用                         |
| 特別彩池 - 三T、六環彩                            | 每注最低 $2                      | 不適用                         |
| 過關／混合過關投注 - 獨贏、連贏、位置、位置Q、單T | 每注最低 $1                      | 不適用                         |
| 四重彩                                            | 不適用                           | 每注最低 $1                    |

## 投注形式
- 以每注計算投注金額：投注者可選擇以傳統的每注定額的投注單位方式投注於上列特別彩池、過關及混合過關時，必須在彩票上揀選「每注」一欄，並填上每注金額。例如每注$5，30注便要付$150投注該彩票。
- 以每票投注總額投注：投注者亦可選擇在印備有「每票」及「每注」選項的彩票上，揀選「每票」一欄。例如每票$100，若有12注，平均每注為$8.33。

## 彩金小數點計算法
由於「靈活玩」每注金額可以是小數點後兩位，而馬會派彩是以十元為單位，故彩金計算出來便有機會為小數點後兩位。馬會派彩是會以彩金計算至最接近的對上或對下的伍角整數。
- 彩金小數點後為 .0001 - .2499 調整為 .0000
- 彩金小數點後為 .2500 - .7499 調整為 .5000
- 彩金小數點後為 .7500 - .9999 調整為 1.0000

## 資料來源
1. ↑  . Hk.racing.nextmedia.com.   [December 28, 2016]. （原始内容存档于2016-12-28）. 参数|newspaper=与模板{{cite web}}不匹配（建议改用{{cite news}}或|website=） (帮助)
2. ↑  . on.cc.   [December 28, 2016]. （原始内容存档于2012-10-30）. 参数|newspaper=与模板{{cite web}}不匹配（建议改用{{cite news}}或|website=） (帮助)

「靈活玩」及位置賠率新計法 新馬季首個賽馬日推出 （页面存档备份，存于）

## 外部連結
- 靈活玩簡介 （页面存档备份，存于）
- 香港賽馬會的官方網站 （页面存档备份，存于）